# Drep de kristne
Drep de kristne är det norska black metal-bandet Trolls första fullängds studioalbum från 1996.

## Låtlista
1. "Kristenhat" – 6:44
2. "I saler av sten" – 3:40
3. "Trollberg" – 4:20
4. "Naar solen blekner bort" – 4:16
5. "Troll riket" – 4:06
6. "Med vold skal takes kristenliv" – 3:06
7. "Gud's fall" – 3:57
8. "Drep de kristne" – 3:56

- Text och musik: Nagash (Stian André Arnesen)

## Medverkande
Musiker
- Nagash – sång, alla instrument

Produktion
- Den Ukjente (Pål Espen Johannessen) – producent
- Nagash – producent
- Alex Kurtagić – omslagsdesign
- egoLego – design
- Christophe Szpajdel – logo

### Fotnoter
1. ↑  ”Drep de kristne” (på engelska). Discogs. 13 mars 1996. https://www.discogs.com/Troll-Drep-De-Kristne/master/112138. Läst 20 oktober 2016.